# AZ Vesalius
Het AZ Vesalius is een overkoepelende naam voor twee ziekenhuizen gelegen in de Belgische gemeenten Tongeren en Bilzen.

## Geschiedenis
In 2015 werd bekendgemaakt dat AZ Vesalius tegenover het ziekenhuis te Bilzen een nieuw medisch centrum zou bouwen. In 2019 werd de eerste steen van dit nieuwe centrum gelegd. De kosten ervan worden op 12 miljoen euro geraamd en de bouw van het centrum gaat gepaard met de bouw van een ondergrondse parking waarvoor de stad Bilzen 1,1 miljoen euro vrijmaakt. De werkzaamheden worden verwacht midden 2020 voltooid te zijn.